# پایاب آقا
پایاب آقا (فتح ا…) مربوط به دوره قاجار است و در شهرستان سمنان، حدود کیلومتر ۵ جاده سمنان به دامغان واقع شده و این اثر در تاریخ ۲۵ اسفند ۱۳۸۰ با شمارهٔ ثبت ۵۶۵۸ به‌عنوان یکی از آثار ملی ایران به ثبت رسیده است.